# West Adelaide Soccer Club
Il West Adelaide Soccer Club è una società calcistica australiana con sede nella città di Adelaide. Oggi milita nella SA State League 1.

## Storia
Ha partecipato nella National Soccer League dalla stagione 1977 fino alla fine della stagione 1998-1999, fatta eccezione per i periodi 1987-1989 e 1990-1991.
Era conosciuto anche come West Adelaide Hellas e come Adelaide Sharks.
Hanno giocato sempre con una casacca a strisce blu e bianche, e ha giocato la maggior parte dei loro incontri nella NSL nell'Hindmarsh Stadium.

## Palmarès

### Competizioni nazionali
- Campionato australiano: 1

1978

### Competizioni statali
- South Australian State League 1: 1

2013
- National Premier Leagues South Australia: 1

2015

### Altri piazzamenti
- Campionato australiano:

Secondo posto: 1992-1993, 1994-1995
- South Australian 1st Division Champions 1966, 1968, 1969, 1971, 1973, 1976, 1987, 1989, 1990, 1991
- South Australian 2nd Division Champions 1982
- South Australian Federation Cup Winners 1964, 1967, 1999
- South Australian U/19 Federation Cup Winners 1969, 1971,
- South Australian SF Premier Cup Winners 1987, 1988, 1989, 1990
- South Australian Ampol Cup Winners 1964, 1968, 1970, 1971, 1972, 1975, 1976, 1979, 1982, 1988, 1993
- South Australian Coca-Cola Cup Winners 1970, 1974, 1975, 1976, 1986, 1987, 1988
- FFSA Junior U/15 Cup Winners 2007
- FFSA Finals 5 State Leaugue Winners 2008

### Riconoscimenti individuali
South Australia Player of the Year
- 1989 - Albert Kidd

National Soccer League Player of the Year
- 1985 - Graham Honeyman

National Soccer League U/21 Player of the Year
- 1977 - John Kosmina
- 1995-1996 - Jim Tsekinis